# 萨多瓦

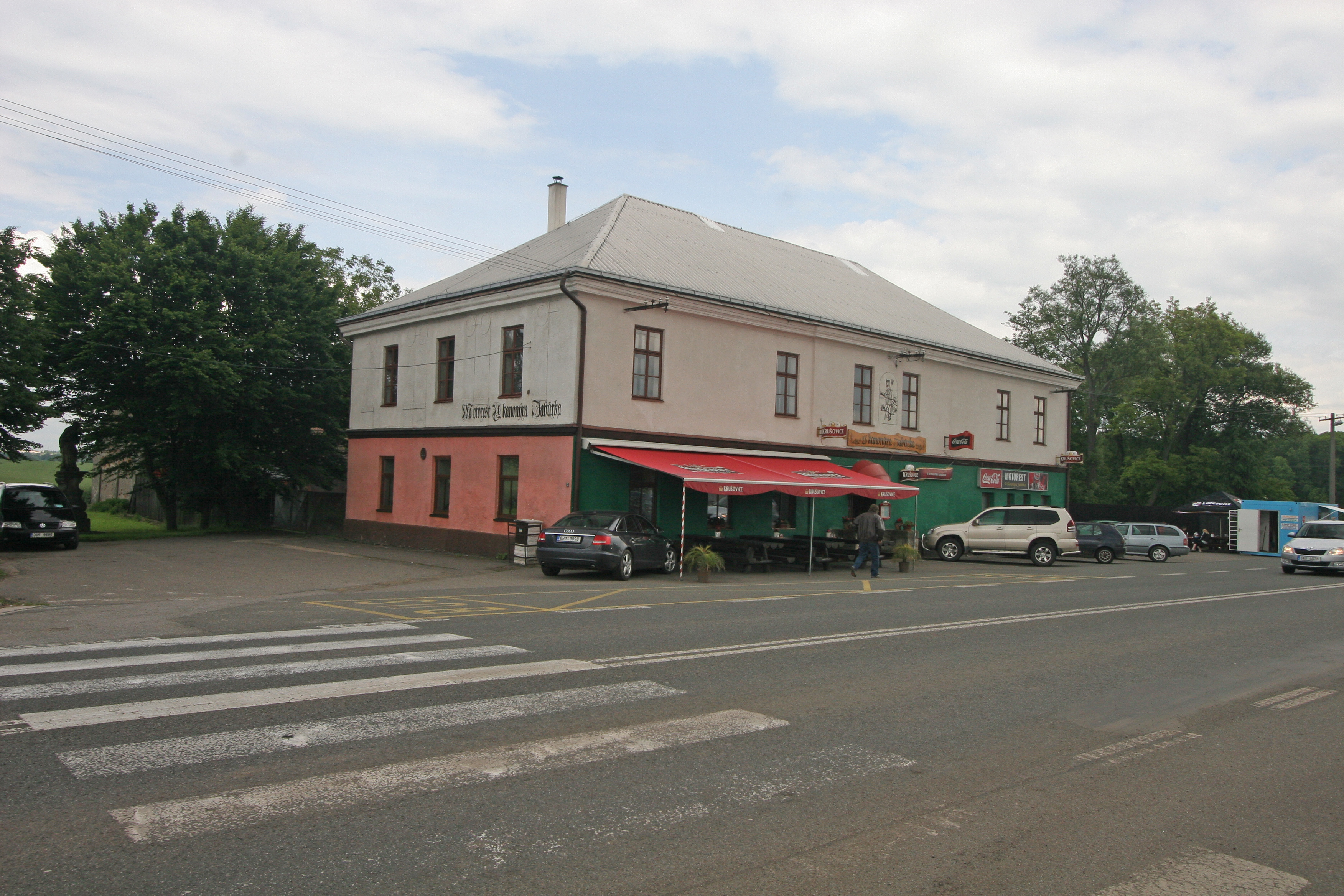
萨多瓦

萨多瓦是捷克赫拉德茨-克拉洛韦州的一个村庄，2004年人口為325人。

## 地理
萨多瓦位于赫拉德茨-克拉洛韦市中心西北15千米处，位于欧洲公路442号上。通往伊钦的铁路也通过萨多瓦。2004年萨多瓦有127座房子，325名居民。2006年7月3日村内有331名居民。它的高度是275米。

## 历史
1241年萨多瓦首次被在一个文献中提到，当时这里有一个农庄。后来被转让给沙夫戈奇伯爵。18世纪初该伯爵从萨多瓦统治周边的多个村落。
1866年7月3日，在普奥战争中普鲁士与奥地利军队之间爆发克尼格雷茨战役在萨多瓦附近展开。
1881年一条运送甜菜的铁路通到萨多瓦。至20世纪内萨多瓦是一个不重要的村落。捷克斯洛伐克成立后原来的农庄被废除。
至1945年萨多瓦属于哈拉赫伯爵。1947年当地的啤酒厂停产。

## 名胜
- 萨多瓦宫殿和公园